# خس النعجة
خس النعجة أو السُّمْنَة (الاسم العلمي: Valerianella locusta) هو نوع من النباتات حولية يتبع جنس الناردين الصغير من فصيلة معزية الورق. ينمو على شكل وريدة منخفضة ذات أوراق ملعقية يصل طولها إلى 15,2 سم. وهو نبات ينمو في المناطق القاسية وفي المناخات المعتدلة في فصل الشتاء.

## التسميات الأخرى
خس الخروف أو سلطة الذرة أو خس النعجة المألوف أو خس النعجة الخرنوبي أو الناردين الصغير المألوف أو الناردين الصغير الخرنوبي أو الناردين الصغير المأكول أو اللوقُسْطا.